# فلسطین، شهرستان گرینبریر، ویرجینیای غربی
فلسطین (به انگلیسی: Palestine) یک منطقهٔ مسکونی در ایالات متحده آمریکا است که در شهرستان گرین‌بریر، ویرجینیای غربی واقع شده‌است. فلسطین ۴۹۲٫۸۷ متر بالاتر از سطح دریا واقع شده‌است.